# Arctocebus aureus
Il maki ursino dorato o potto dorato (Arctocebus aureus) è un primate strepsirrino della famiglia dei lorisidi e della sottofamiglia dei perodicticini.

## Distribuzione
Lo si trova in Camerun, Guinea Equatoriale (parte continentale), Congo e Gabon. Vive nella foresta pluviale, preferendo le zone dove grossi alberi caduti creano sprazzi di luce ricchi d'insetti; non esita tuttavia a spingersi nelle piantagioni e nelle fattorie.

## Descrizione

### Dimensioni
Misura circa 35 cm di lunghezza, per un peso che supera di poco i 450 g.

### Aspetto
Somiglia molto al congenere A. calabarensis, dal quale si differenzia principalmente per il suo colore più chiaro (sfondo rossiccio con zona dorsale gialla, da qui il nome della specie) e per l'assenza di una membrana nittitante all'occhio.

## Comportamento
Si tratta di animali notturni ed arborei, che si muovono prevalentemente fra i 5 ed i 15 metri d'altezza. Si nutrono per la stragrande maggioranza di insetti (in particolar modo bruchi, che la maggior parte degli altri insettivori ignora), che catturano avvicinandosi lentamente e di soppiatto, per poi ghermirli con un movimento inaspettatamente veloce. Prima di nutrirsi, l'animale passa le mani attorno alla preda, nell'intento di ripulirla da eventuali peli indigesti o irritanti.